# Longships
De Longships zijn een groep rotsen ongeveer 2 km ten westen van Land's End, Cornwall, Verenigd Koninkrijk. Het is ook de naam van de vuurtoren die op een van deze rotsen is gebouwd.

## De vuurtoren
In de buurt van Land's End, een gebied met steile kliffen en nogal wat rotsen voor de kust, waren eeuwenlang geen vuurtorens of andere navigatie-hulpmiddelen ten behoeve van de scheepvaart, waardoor er met grote regelmaat schepen strandden. Op aandrang van zeelieden besloten in juni 1790 de bestuurders van Trinity House, de organisatie die verantwoordelijk is voor onder andere alle Engelse vuurtorens, dat een vuurtoren zou worden gebouwd op Carn Bras, de grootste rots van de Longships.
De toren, die werd ontworpen door Samuel Wyatt, een architect van Trinity House, kwam in 1795 gereed en bestond uit drie verdiepingen. In de onderste werden voorraden en drinkwater opgeslagen, de middelste diende als woonruimte en op de bovenste verdieping bevonden zich een slaapruimte en - op 24 m boven zeeniveau - het vuur van de toren.
Al tamelijk gauw werd duidelijk dat de toren op de Longships niet hoog genoeg was, want bij storm was het licht ervan als gevolg van hoge golven en schuimvorming vaak vrijwel onzichtbaar. Daarom werd hij in 1873 onder leiding van Sir James Douglass vervangen door een nieuwe granieten toren, waarvan het licht zich negen meter hoger bevond. Tijdens de aanleg waren de weersomstandigheden vaak zo slecht, dat de bouwlieden soms weken achtereen van de buitenwereld waren afgesloten en dat ook voedsel en andere benodigdheden niet konden worden aangevoerd.
Ondanks de verhoging van de toren liep in 1898 het stoomschip Bluejacket op de Longships aan de grond, waarbij de vuurtoren ernstig werd beschadigd.

## Bemanning
De vuurtoren op de Longships werd bemand door vier vuurtorenwachters, die er telkens een maand verbleven en waarvan er op ieder moment twee dienst hadden. Ze werden slechts betaald voor hun werkzaamheden op de Longships en moesten wanneer ze met verlof waren hun inkomen op andere manieren zien aan te vullen.
Hun bestaan op de vuurtoren was niet zonder risico's. In februari 1875 raakte tijdens dichte mist een van hen bij het legen van een asemmer te water, waarbij hij verdronk (wat overigens pas door zijn collega's werd opgemerkt toen de asemmer zoek bleek te zijn).
Ook in geestelijk opzicht kon het verblijf op de Longships zwaar zijn, vooral wanneer bij storm hoge golven onophoudelijk tegen de toren beukten. In de lokale pers maakte men zich hier zorgen over, vooral nadat in oktober 1877 een jonge vuurtorenwachter, die zich na ruim een week slecht weer voor het eerst weer naar buiten had gewaagd, in zijn uitgelatenheid van de rotsen was gegleden en om het leven was gekomen. De Western Daily Mercury riep naar aanleiding van deze gebeurtenis op om gevaarlijke vuurtorens zoals die op Bishop Rock, Wolf Rock en de Longships voortaan enkel nog te laten bemannen door "evenwichtig en ervaren" personeel. Jonge mannen die alleen bekend waren met vuurtorens op het vasteland waren volgens de krant niet geschikt, omdat die "zich bij mooi weer vrijheden met de zee veroorloven en tijdens zware stormen verlamd van angst raken door de ontzagwekkende golven die over de toren slaan".

## Huidige toestand
De Longships zijn tegenwoordig een populair duikgebied, mede door de aanwezigheid van scheepswrakken en veel onderwaterleven.
De vuurtoren op de Longships, waarop inmiddels ook een helikopter-platform is aangelegd, is sinds 1988 onbemand en wordt beheerd vanuit het Trinity House Operational Control Centre in Harwich. Het licht van de toren (dat afhankelijk van de waarnemingspositie rood of wit is en iedere tien seconden gedurende vijf seconden brandt) is te zien tot op een afstand van 18 zeemijl (ruim 33 km). Op de toren bevindt zich ook een misthoorn, die bij slecht zicht om de 10 seconden een waarschuwingssignaal geeft.
Civil parishes in het ceremoniële graafschap Cornwall:

Advent · 
Altarnun · 
Antony · 
Blisland · 
Boconnoc · 
Bodmin · 
Botusfleming · 
Boyton · 
Breage · 
Broadoak · 
Bryher · 
Bude-Stratton · 
Budock · 
Callington · 
Calstock · 
Camborne · 
Camelford · 
Cardinham · 
Carharrack · 
Carn Brea · 
Chacewater · 
Colan · 
Constantine · 
Crantock · 
Crowan · 
Cubert · 
Cuby · 
Cury · 
Davidstow · 
Deviock · 
Dobwalls and Trewidland · 
Duloe · 
Egloshayle · 
Egloskerry · 
Falmouth · 
Feock · 
Forrabury and Minster · 
Fowey · 
Germoe · 
Gerrans · 
Grade-Ruan · 
Grampound with Creed · 
Gunwalloe · 
Gweek · 
Gwennap · 
Gwinear-Gwithian · 
Hayle · 
Helland · 
Helston · 
Illogan · 
Jacobstow · 
Kea · 
Kenwyn · 
Kilkhampton · 
Ladock · 
Landewednack · 
Landrake with St. Erney · 
Landulph · 
Laneast · 
Lanhydrock · 
Lanivet · 
Lanlivery · 
Lanner · 
Lanreath · 
Lansallos · 
Lanteglos · 
Launcells · 
Launceston · 
Lawhitton Rural · 
Lesnewth · 
Lewannick · 
Lezant · 
Linkinhorne · 
Liskeard · 
Looe · 
Lostwithiel · 
Ludgvan · 
Luxulyan · 
Mabe · 
Madron · 
Maker-with-Rame · 
Manaccan · 
Marazion · 
Marhamchurch · 
Mawgan-in-Meneage · 
Mawgan-in-Pydar · 
Mawnan · 
Menheniot · 
Mevagissey · 
Michaelstow · 
Millbrook · 
Morvah · 
Morval · 
Morwenstow · 
Mullion · 
Mylor · 
Newquay · 
North Hill · 
North Petherwin · 
North Tamerton · 
Otterham · 
Padstow · 
Paul · 
Pelynt · 
Penryn · 
Penzance · 
Perranarworthal · 
Perranuthnoe · 
Perranzabuloe · 
Philleigh · 
Pillaton · 
Porthleven · 
Portreath · 
Poundstock · 
Probus · 
Quethiock · 
Redruth · 
Roche · 
Ruanlanihorne · 
Saltash · 
Sancreed · 
Sennen · 
Sheviock · 
Sithney · 
South Hill · 
South Petherwin · 
St. Agnes (Scilly-eilanden) · 
St. Agnes (Cornwall) · 
St Allen · 
St. Anthony-in-Meneage · 
St. Blaise · 
St. Breock · 
St. Breward · 
St. Buryan · 
St. Cleer · 
St. Clement · 
St. Clether · 
St. Columb Major · 
St. Day · 
St. Dennis · 
St. Dominick · 
St. Endellion · 
St. Enoder · 
St. Erme · 
St Erth · 
St. Ervan · 
St. Eval · 
St. Ewe · 
St. Gennys · 
St Germans · 
St. Gluvias · 
St. Goran · 
St. Hilary · 
St Issey · 
St Ive · 
St Ives · 
St John · 
St. Juliot · 
St Just · 
St. Just-in-Roseland · 
St Keverne · 
St Kew · 
St. Keyne · 
St Levan · 
St. Mabyn · 
St. Martin-by-Looe · 
St Martin-in-Meneage · 
St. Martin's · 
St. Mary's · 
St. Mellion · 
St Merryn · 
St Mewan · 
St. Michael Caerhays · 
St. Michael Penkevil · 
St Michael's Mount · 
St. Minver Highlands · 
St. Minver Lowlands · 
St Neot · 
St. Newlyn East · 
St. Pinnock · 
St. Sampson · 
St Stephen-in-Brannel · 
St. Stephens by Launceston Rural · 
St. Teath · 
St. Thomas the Apostle Rural · 
St Tudy · 
St Veep · 
St. Wenn · 
St Winnow · 
Stithians · 
Stokeclimsland · 
Tintagel · 
Torpoint · 
Towednack · 
Tregoney · 
Tremaine · 
Treneglos · 
Tresco · 
Tresmeer · 
Trevalga · 
Treverbyn · 
Trewen · 
Truro · 
Tywardreath and Par · 
Veryan · 
Wadebridge · 
Warbstow · 
Warleggan · 
Week St. Mary · 
Wendron · 
Werrington · 
Whitstone · 
Withiel · 
Zennor